# Чарівне (Березівський район)
Чарівне́ (до 30 грудня 1967 року — Ісаївські Кошари) — село Миколаївської селищної громади у Березівському районі Одеської області в Україні. Населення становить 45 осіб.

## Історія
Під час організованого радянською владою Голодомору 1932—1933 років померло щонайменше 4 жителі села.
Колишній орган місцевого самоврядування — Олексіївська сільська рада.

## Населення
Згідно з переписом УРСР 1989 року чисельність наявного населення села становила 58 осіб, з яких 22 чоловіки та 36 жінок.
За переписом населення України 2001 року в селі мешкало 45 осіб.

### Мова
Розподіл населення за рідною мовою за даними перепису 2001 року:
| Мова       | Відсоток |
| ---------- | -------- |
| українська | 75,56 %  |
| молдовська | 15,56 %  |
| російська  | 8,89 %   |